# Said Mohamed Djohar
Said Mohammed Djohar (en árabe: سعيد محمد جوهر‎, Majunga, Madagascar; 22 de agosto de 1918-Moroni, 22 de febrero de 2006) fue un político comorense y cuarto presidente de las Comoras en dos ocasiones.

## Vida política
Nacido en Majunga, Madagascar, Djohar era hermanastro del presidente socialista de Comoras Ali Soilih, que llegó al poder gracias a un golpe de Estado organizado por Bob Denard. Después de que Denard restaurara al presidente previo, Ahmed Abdallah, las aspiraciones políticas de Djohar sufrieron un serio revés. Se convirtió en juez de la Corte Suprema durante este tiempo. El conflicto entre Denard y Abdallah creó una oportunidad para Djohar, y el 27 de noviembre de 1989, el día después de que Abdallah fuera asesinado, Djohar se convirtió en líder del gobierno provisional, así como en jefe de la junta directiva del Banco Internacional Africano.
A finales de septiembre de 1995, el gobierno de Comoras fue derrocado nuevamente por Bob Denard (Operación Kaskari) y su banda de mercenarios con Djohar acabando prisionero en cuarteles militares durante varios días.  El gobierno francés lo llevó a Réunion para un tratamiento médico y se le negó su regreso a las Comoras hasta enero de 1996. Cuando pudo regresar, fue restaurado en la presidenta por los franceses en la Operación Azalee. Abandonó el cargo en marzo de 1996 después de que Mohamed Taki Abdoulkarim ganara las elecciones.
Djohar moriría en su casa a las afueras de Moroni el 22 de febrero de 2006 a los 87 años.